# Банана
Банана је име рода зељастих биљака и економски важне врсте (Musa sapientium) из фамилије Musaceae, као и име за плод ових биљака који људе користе у исхрани као воће.
Банана је јестиво воће, које је са ботаничког гледишта бобица. Она је плод неколико великих зељастих скривеносјеменица из рода Musa. (У неким земљама, банане које се користе за кување се називају плантанима.) Ово воће варира у погледу величине, боје и чврстоће, мада је обично издужено и повијено, са меканим плодом богатим скробом, покривеним кором која може да буде зелена, жута, црвен, пурпурна, или смеђа код сазрелог воћа. Плодови расту у групама које висе са врха биљке. Скоро све модерне јестиве партенокарпне (бесемене) банане потичу из две дивље врсте – Musa acuminata и Musa balbisiana. Научна имена највише узгајаних врста банана су Musa acuminata, Musa balbisiana, и Муса × парадисиаца за хибрид Musa acuminata × M. balbisiana, у зависности од њихове геномске конституције. Старије научно име Musa sapientum се више не користи.
Природно станиште врста Musa су тропски предели Индомалезије и Аустралије, и претпоставља се да је до доместикације првобитно дошло у Папуа Новој Гвинеји. Банане се узгајају у бар 107 земаља, првенствено ради плода, и у мањој мери ради прављења влакана, вина од банана и пива од банана, или као орнаменталне биљке.
Не постоји јасна разлика између термина „банане“ и „плантани“. У Америци и Европи термин „банана“ се обично односи на мекане, слатке, дезертне банане, посебно оне из групе Кавендиш, које су главни извозни производ земаља које узгајају банане. У контрасту с тим, Musa културе са чвршћим плодовима богатијим у скробу се називају „плантани“. У другим регионима, као што је Југоисточна Азија, многи други типове банана се узгајају и конзумирају, тако да једноставна дводелна подела није корисна и не употребљава се у локалним језицима.
Термин „банана“ се такође користи као заједничко име за друге биљке које производе овај плод. Оно се може применити на остале чланове рода Musa, као што су скарлет банана (Musa coccinea), роза банана (Musa velutina) и Фе'и банана. Термин се такође може односити на чланове рода Ensete, попут снежне банане (Ensete glaucum) и економски важне лажне банана (Ensete ventricosum). Оба рода се сврставају у фамилију банана, Musaceae.

## Етимологија
Сматра се да је реч "банана" западноафричког поријекла, могуће од ријечи banaana из језика волоф, а која је у готово све свјетске језике дошла преко шпанског или португалског.

## Опис
Банана је највећа зељаста цветајућа биљка. Сви надземни делови биљке банане расту из структуре која се обично назива „кртола“. Биљке су нормално високе и доста чврсте, и често се погрешно сматрају дрвећем, мада то што изгледа као стабло је заправо „лажна стабљика“ или псеудостабљика. Банане расте на мноштву различитог земљишта, докле год је земљиште бар 60 cm дубоко, има добру дренажу, и није збијено. Лишће бананине биљке се састоји од дршке (петељке) и листа. Основа петељке се шири да формира корице; чврсто упаковане корице формирају псеудостабло, које носи целокупну биљку. Ивице корица се додирују док се формирају, што их чини цевастим. Са растом биљке у центру псеудостабљике, долази до раздвајања ивица. Култивиране биљке банана варирају у погледу висине у зависности од врсте и услова узгоја. Већина биљки је око 5 m висока, са опсегом од 'патуљастих Кавендиш' биљки са око 3 м до 'Грос Мичела' са 7 m или више. Листови су спирално аранжирани и могу да нарасту до 2,7 дужине и 60 cm ширине. Они бивају лако поцепани ветром, што производи познати папрасти изглед.

Кад биљка банане одрасте, кртола престане да производи ново лишће и почне да формира цветне шиљке или цваст. Развијају се струкови који расту навише унутар псеудостабљике, носећи незрелу сваст док се коначно не појаве на врху. Свака пеудостабљика нормално производи један цваст, такође познат као „срце банане“. (Понекад се формира неколико; једна изузетна биљка на Филипинима је произвела пет.) Након зрења, псеудостабљика умире, али се потомство нормално развија из основе, тако да је целокупна биљка вишегодишња. У плантажном систему култивације, само једном изданку се дозвољава да се развије да би се одржао размак. Цваст садржи многе приперке (који се понекад некоректно називају петељкама) између редова цветова. Женски цветови (који се могу развити у плодове) се појављују у редовима нешто више на стабљици (ближе листовима) од редова мушких цветова. Семеник је инфериоран, што значи да се мале латице и други цветни делови јављају на врху семеника.
Плодови банане се развијају из црца банане, у великом висећем кластеру, састављеном од слојева (званих „руке“), са до 20 плодова у реду. Висећи кластер је познат као грозд, који се састоји се од 3–20 слојева, или комерцијално као сноп банана, и може да тежи 30–50 kg. Индивидуални плодови (познати као банане или „прсти“) у просеку имају 125 г, од којих је приближно 75% вода и 25% сува материја.
Плод се понекад описује као „кожаста бобица“. Он садржи заштитни спољашњи слој (кору или кожу) са бројним дугачким, танким влакнима (флоемским сноповима), који се простиру дуж целог плода између коже и јестивог унутрашњег садржаја. Унутрашњи део је обично жуте боје и може се уздужно поделити у три секције које одговарају унутрашњим порцијама три тучка, мануелно деформишући неотворен плод. У култивираним варијететима, присуство семена је умањено до те мере да га практично нема; његови остаци су мале црне пеге у унутрашњости плода.
Банане су природно у малој мери радиоактивне, мада више од осталих плодова, услед њиховог садржаја калијума и малих количина изотопа калијум-40 присутних у природном калијуму. Еквивалентна доза радијације банана се понекад користи у нуклеарној комуникацији за поређење нивоа радијације и излагања.
- Дрво банане на коме се виде плодови и цвет.
- Делимично отворени цвет банане
- Женски цветови имају латице и друге цветне делове на врху плоднице
- Цваст банане

## Морфологија
Банане су високе, углавном једногодишње зељасте биљке, које својим изгледом подсећају на дрвеће. Имају широко и веома дугачко лишће (1,5 м). Ареал распрострањења је у тропским крајевима. Доместификована банана пореклом је из југоисточне Азије, чији је плод укусан и хранљив. У Европу се увози из Средње Америке и Западноиндијских острва (Антили).
За правилан развој банани је потребна топла и влажна клима, јер квалитет плода зависи од велике количине воде и високе температуре. Најбољи резултати се остварују при средњој годишњој температури од 20 °C и средњој количини падавина од 150–170 mm месечно. Банане немају специјалне захтеве у погледу типа земљишта. Енергетска вредност банане износи од 81 до 103 цал. Банана такође садржи бројне хранљиве материје и витамине.
У Црној Гори банане расту на приморју, али плод не сазрева већ остаје зелен.

## Таксономија
Род Муса први је описао Карл Лине 1753. године. Претпоставља се да је Лине назив рода дао по имену Антонија Мусе, царског физичара римског цара Аугуста или је Лине адаптирао арапску ријеч за банану, арап. موز, . Род Musa сврстан је у породицу Musaceae. APG III систем ставља породицу Musaceae у ред Zingiberales, који је дио кладе монокотиледоних биљака цвјетница. Род Musa садржи око 70 врста, колико их наводи Свјетски списак одабраних биљних породица са стањем из јануара 2013. Неке од тих врста дају јестиве плодове, док друге се узгајају као украсне биљке.
Класификација култивираних банана је дуго времена представљала изазов за таксономе. Лине је првобитно ставио банане у две засебне врсте у зависности да ли се оне користе у исхрани. Именом Musa sapientum је означио банане које се једу као слатко воће, а са Musa paradisiaca означио је плантане. Касније, додана су друга имена врстама. Међутим, овај приступ се показао неадекватним да обухвати огроман број варијетета који постоје у Југоисточној Азији, као примарном средишту распрострањености овог рода. Многим овим варијететима дата су имена за која се касније испоставило да су синоними.
У серији студија објављених од 1947. и касније, Ернест Чизман је доказао да су Линеове врсте Musa sapientum и Musa paradisiaca заправо варијетети и потомци две дивље врсте које производе право семе: Musa acuminata и Musa balbisiana, а обе врсте први је описао Луиђи Алојзиј Кола. Он је предложио одбацивање Линеових предлога врста у корист нове класификације банана у складу са три морфолошки различитих група варијетета. Као прву врсту предложио је оне који испољавају ботаничке особине Musa balbisiana, као другу оне које одговарају ботаничким особинама врсте Musa acuminata, те треће са особинама које комбинују особине претходне двије врсте. Истраживачи Норман Симондс и Кен Шеферд предложили су 1955. номенклатурни систем који би био заснован на геному. Овај систем елиминиша готово све потешкоће и недоследности ранијих класификација банана заснованих на научним именима култивираних варијетета. И поред овог, првобитна имена се и даље користе од стране неких научника и институција, што често доводи до забуна.
Тренутно прихваћена научна имена за већину група култивираних банана су  и  за врсте од којих су потекле и  за хибрид M. acuminata × M. balbisiana.
Таксономски синоними врсте M. × paradisica укључују следеће:
- Велики број имена подврста и варијетета од M. × paradisiaca, укључјући
- , те велики број његових варијетета, укључујући

Генерално, модерне класификације сорти банана следе Симондсов и Шефердов систем. Одомаћене сорте су разврстане у групе на основу броја хромозома који имају и врсте од којих су настали. Тако латундан банана је уврштена у групу AAB, што значи да је триплоидна и изведена из врста M. acuminata (A) и M. balbisiana (B). Више о списку сорти које су класифициране по овом систему може се наћи у чланку списак сорти банана.
У 2012. тим научника је објавио да су успјели добити нацрт секвенце генома банане Musa acuminata.

### Секција- са Папуа Нове Гвинеје
Врста Musa ingens

### Секција(укључујући)
Врсте 
Врсте 

## Историја узгајања

### У античка времена
| држава            | милиона тона | постотак светске производње |
| ----------------- | ------------ | --------------------------- |
| Индија            | 29,7         | 20%                         |
| Уганда            | 11,1         | 8%                          |
| Кина              | 10,7         | 7%                          |
| Филипини          | 9,2          | 6%                          |
| Еквадор           | 8,0          | 6%                          |
| Бразил            | 7,3          | 5%                          |
| Индонезија        | 6,1          | 4%                          |
| Колумбија         | 5,1          | 4%                          |
| Камерун           | 4,8          | 3%                          |
| Танзанија         | 3,9          | 3%                          |
| све остале државе | 49,6         | 34%                         |
| Укупно свет       | 145,4        | 100%                        |

Фармери у Југоисточној Азији и Папуи Новој Гвинеји су први одомаћили и узгајали банане. Недавни археолошки и палеонтолошки докази из мочваре Кук у провинцији Западно горје, Папуа Нова Гвинеја, сугерирају да узгајање банана сеже далеко у прошлост, најмање до 5000. п. н. е. а могуће и до 8000. п. н. е. Постоји и могућност да су се и друге врсте банана, независно од ове, касније одомаћиле широм Југозападне Азије. Стога је ово подручје центар примарне распрострањености банана. Подручја секундарне распрострањености пронађена су у Африци, што даје назнаке о дугој хисторији узгоја банана у том подручју.
Открића фитолита у Камеруну који су датирани у 1. милениј п. н. е. покренули су, до данас не закључену, расправу о датуму почетка узгоја банана у Африци. Постоје одређени лингвистички докази да су банане у то вријеме биле познате на Мадагаскару. Ранији докази су упућивали да узгајање банана у Африци није почело пре друге половине 6. века. Међутим, постоје могућности да су банане донесене барем на Мадагаскар, али не и на источноафричку обалу током једне фазе малагашке колонизације острва из Југоисточне Азије око 400. године н.е.
Банане су такође биле присутне и у појединим подручјима широм Блиског истока, у годинама почетка ширења ислама. Ширење ислама довело је до великог ширења узгоја банана. Постоје бројне референце у исламској литератури почев од 9. века где се спомињу банане (као што су поеме и хадиси). Почетком 10. века, банане су споменуте у текстовима са подручја данашње Палестине и Египта. Одатле, оне се шире у северну Африку и муслиманску Андалузију. Током средњег века, банане које су расле око Гранаде сматрале су се међу најквалитетнијим у арапском свету. Муслимански освајачи доносе банану у Палестину око 650-тих. Данас, потрошња банана је значајно порасла у исламским земљама током месеца Рамазана.
Засигурно се зна да су банане расле у хришћанском краљевству Кипар у касном средњем веку. Италијански путописац Габриел Каподилиста позитивно пише 1458. о производњи банана на фармама епископије, у близини данашњег града Лимасол, а наводи и описе самих плантажа. Банане су у Америку донели португалски морепловци, који су ово воће пренели из западне Африке у 16. веку.

## Производња и транспорт плода
Производња банана ограничена је на веома узак географски појас који поседује адекватне климатске одлике за култивацију банана. Банана је уједно и један од главних извозних производа ових држава, у првом реду Гвинеје, Еквадора, Колумбије, Мексика и других држава Латинске Америке. Банане се гаје на већим засадима - плантажама. Земљиште би требало да има већи капацитет воде, а плантаже се често ограђују ради заштите од ветра и оптимизације приноса, јер је стабло веома крхко. Берба се врши 80-100 дана након цветања, а банане се обавезно беру у незрелом стању чак и када нису намењене извозу јер евентуално пуцање коре и излучивање сокова представља повољну средину за развој микроорганизама. Зелени плодови су тешки и неизраженог укуса, али су чврсти што их чини изузетно погодним за транспорт.
Након бербе банане се пакују и спремају за транспорт. Транспорт се најчешће врши бродовима и оптимално траје између 4 и 10 дана, док све преко 14 дана озбиљно угрожава квалитет пласираног производа. Оптимална температура транспорта је између 11 и 15 степени, јер је у овом температурном интервалу најмања ензимска активност која утиче на зрење плода. Иако је у великој мери суспендована, респираторна активност плода задржава известан базичан ниво те је потребна и циркулација ваздуха, у мањој мери.

### Дозревање плода
По пријему на коначно одредиште приступа се дозревању банана. У плоду се одвија низ хемијских промена од којих је најважнија прелазак скроба у сахарозу и глукозу (у мањој мери и фруктозу), а најочигледнија прелазак пигмента хлорофила у каротин. Незрела банана тако садржи између 17% и 19% скроба и тек око 2% - 5% споменутих шећера, да би се садржај скроба у зрелој банани смањио на око 1% - 4% на уштрб повећања садржаја шећера и до 17% - 18%. Садржај киселина и танина се не мења значајније. Оптимална температура за дозревање је између 16 и 20 степени, при влажности од око 80% за неке сорте и 95% уз сталну рециркулацију ваздуха. Ово је неопходно јер респираторни процеси добијају на интензитету и ради оптимизације ослобађања нуспродуката процеса дозревања из плода. Уобичајено траје између 4 и 10 дана и одвија се у посебним наменским коморама.
- Плодови банане
- Банана у Ботаничкој башти Јевремовац
- Дрво банане у Парку краљице Елизабете у Ванкуверу у стакленој башти

## Спољшње везе
- 2014